# Janet Royall

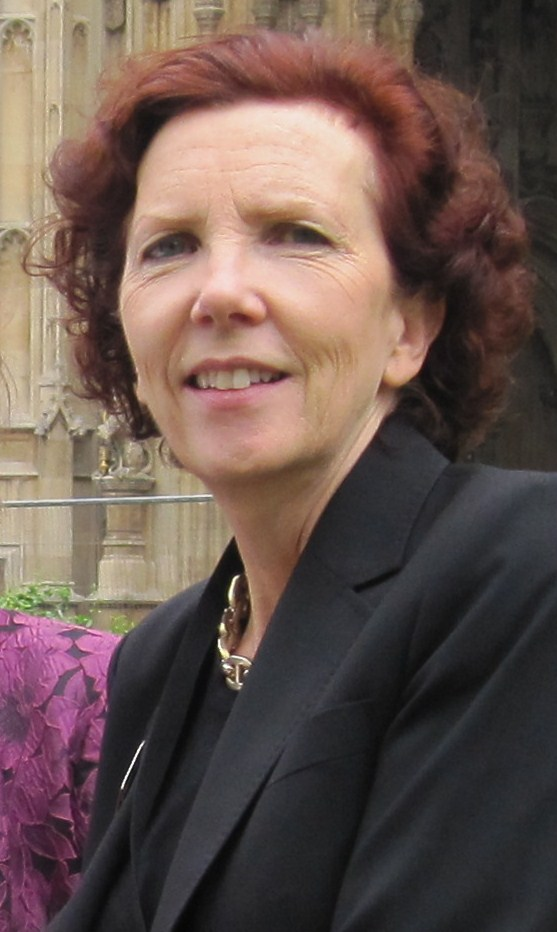
Baroness Royall of Blaisdon (2010)

Janet Anne Royall, Baroness Royall of Blaisdon PC (* 20. August 1955 in Gloucester) ist eine britische Politikerin der Labour Party.

## Leben
Nach ihrer Schulzeit an der Royal Forest of Dean Grammar School studierte Royall Spanisch und Französisch am Westfield College der University of London. Sie schloss ihr Studium 1977 als Bachelor of Arts ab. Nach ihrem Studium wurde sie Beraterin des Labour-Party-Politikers Neil Kinnock in den 1980er und 1990er Jahren. 2002 bewarb sie sich parteiintern als Labour-Kandidatin für die Nachwahl zum House of Commons im Wahlkreis Ogmore im Bridgend County Borough, unterlag aber Huw Irranca-Davies.
Am 25. Juni 2004 wurde sie als Baroness Royall of Blaisdon, of Blaisdon in the County of Gloucestershire, zur Life Peeress erhoben und wurde dadurch Mitglied des House of Lords. Vom 3. Oktober 2008 bis zum 11. Mai 2010 war Royall Leader of the House of Lords und gehörte damit dem Kabinett von Gordon Brown an. Ab dem 5. Juni 2009 war sie Chancellor of the Duchy of Lancaster. Mit dem Rücktritt von Gordon Brown als Premierminister schied sie aus der Regierung aus.
Royall war bis zu dessen Tod mit Stuart Hercock verheiratet und hat drei Kinder.
Im Februar 2017 wurde ihre Wahl zur Nachfolgerin von Alice Prochaska als Principal von Somerville College, Oxford, bekanntgegeben.